# Pertinax Caesar
Pertinax Caesar (eigentlich Publius Helvius Pertinax; * um 180; † wohl 212 in Rom) war der Sohn des gleichnamigen römischen Kaisers Pertinax und seiner Frau Flavia Titiana.
Nach der Regierungsübernahme seines Vaters am 1. Januar 193 wurde dem jungen Pertinax vom Senat der Titel Caesar verliehen, womit er zum Thronerben und Mitregenten bestimmt wurde. Zwar lehnte Kaiser Pertinax den Titel für seinen noch minderjährigen Sohn ab, so dass dieser ihn nicht offiziell führte; dennoch wurde er vor allem in den östlichen Provinzen als Caesar anerkannt, was lokal in Alexandria geprägte Münzen belegen.
Der jüngere Pertinax überlebte die Ermordung seines Vaters am 28. März 193 und wurde von Septimius Severus, der sich anschließend als Rächer des Getöteten inszenierte, als flamen seines divinisierten Vaters eingesetzt. Wohl zu Beginn der (Allein-)Herrschaft Caracallas (211?) bekleidete Pertinax das Suffektkonsulat. Als er Caracalla wegen der Ermordung Getas angeblich – in Anlehnung an Ehrentitel wie Germanicus und Parthicus – mit dem zweideutigen Spottnamen Geticus maximus belegte, ließ der Kaiser ihn umgehend hinrichten.